# Сессия (веб-аналитика)
Определение «сессия» (англ. Session), или «HTTP сессия», варьируется, особенно применительно к поисковым системам. Обычно под сессией понимается «последовательность запросов, сделанных конечным клиентом (веб-браузером, приложением, краулером и др.) во время посещения определённого хоста». В контексте поисковых систем «сессия», или «сессия запросов», имеют как минимум два определения. В широком смысле слова — это все запросы, сделанные пользователем в конкретный период времени. В узком смысле «сессия» в веб-аналитике — это серия запросов или переходов с согласованной потребностью пользователя.
В Google Аналитике используется понятие «веб-сеанс». Яндекс.Метрика использует термин «сессия» или «визит».

## Описание
Сессия - базовая эвристика для определения истории взаимодействий клиента и хоста по протоколу HTTP. Механизмы сессий и сеансов используются при построении эвристик более высокого уровня, таких как пользователь и др.
Сессия создаётся при первом запросе к хосту (серверу). При обращении клиента хост генерирует идентификатор сессии, который затем используется клиентом при каждом обращении к хосту пока существует сессия. На стороне хоста может быть реализована различная логика разрыва сессии: например, сохранение сессии долговременно, удаление сессии при завершении сеанса, открытие новой сессии при каждом переходе с нового источника, открытие новой сессии при идентификации (логине), удаление сессии через промежуток времени и др. Если клиент обращается к хосту с использованием не активного (например, удалённого или помеченного как не активный, устаревший) идентификатора сессии, то создаётся новая сессия. На стороне клиента разрыв HTTP сессии реализуется как правило через удаление идентификатора сессии. В разных клиентах это реализуется по-разному. В веб-браузерах это осуществляется в основном через обновление или удаление файлов Cookies.
В некоторых системах веб-аналитики сессия заканчивается, когда в течение определённого времени пользователь не совершает новых действий, например в Google Analytics и Яндекс.Метрика по умолчанию это 30 минут.
Подсчет органических сессий на сайте и рекламных отличается. Каждый переход по рекламе, независимо от времени пребывания пользователя на сайте, будет считаться как новый визит. Также Google.Analytics всегда будет считать сессию завершённой, если по времени наступила полночь, а после полуночи продолжающаяся сессия считается новой.

## Применение
Сессии могут быть использованы для отчетов веб-аналитики, чтобы изучать поведение пользователей на веб-сайтах. Исследуемые показатели включают продолжительность сеанса и действия пользователя за сессию. Длительность сеанса рассматривается как более точная альтернатива количеству просмотров страниц.
Сессии, которые прошли на сайте, также используются для измерения общего пользовательского трафика, в том числе для измерения количества рабочих часов, затраченных на создание Википедии. Сессии также используются для оперативной аналитики, анонимизации данных, выявления сетевых аномалий и генерации искусственной рабочей нагрузки для тестирования серверов с искусственным трафиком.
Сессии хранят данные о сайте в момент взаимодействия пользователя с веб-ресурсом через браузер при помощи соответствующего ключа.
Благодаря оценке посещаемости сайта можно определять покупательскую вовлеченность, для этого следует учитывать продолжительность и частоту визитов на сайт, процент повторных визитов, давность визита, широту визита (процент посетивших сайт), а также статистику продаж через сайт.

## Реконструкция сессии
Веб-аналитики изучают сессии для получения необходимой информации о сайте, и важную роль здесь играет возможность идентификации сессий. Возможность реконструировать сессию пользователя также называют «восстановлением сеанса». Подходы к реконструкции сессии можно разделить на две основные категории: ориентированные на время и ориентированные на навигацию.
Ориентированный на время подход показывает определённый период неактивности пользователя, который называют «порогом неактивности». И когда наступает бездействие пользователя, предполагается, что он покинул сайт или полностью прекратил использование браузера, и сессия завершилась. Дальнейшие запросы от того же пользователя считаются вторым сеансом. Общее значение для порога неактивности пользователя составляет 30 минут. Некоторые утверждают, что период сессии в 30 минут создает артефакты вокруг естественно длинных сеансов и экспериментируют с другими периодами. Другие считают: «нет временного порога, эффективного при выявлении сессий», есть альтернатива «порогу неактивности» в 30 мин, которая заключается в использовании пользовательских периодов пребывания на сайте.
Второй подход, который используют для изучения пользовательской сессии — это подход, ориентированный на навигацию. В этом случае, аналитики используют структуру веб-сайтов, в частности, наличие гиперссылок и склонность пользователей переходить между страницами одного и того же веб-сайта, нажимая на них, не вводя полный URL-адрес в своем браузере. Один из способов идентификации сессий по этим данным состоит в том, чтобы создать карту веб-сайта: если можно определить первую страницу захода, сессия продолжается до тех пор, пока пользователь не окажется на странице, к которой нельзя получить доступ ни с одной ранее просмотренной страницы. При этом учитывается обратное отслеживание, когда пользователь будет пересматривать свои шаги перед открытием новой страницы. Более простой вариант, который не учитывает обратное отслеживание, когда HTTP referer каждого запроса является страницей, которая уже находилась в сессии. Если это не так, сессия считается как новая. Этот метод «демонстрирует очень низкую производительность» на сайтах, которые содержат наборы фреймов.